# Bäckertjärnen (Skellefteå socken, Västerbotten)
Bäckertjärnen är en sjö i Skellefteå kommun i Västerbotten och ingår i Kågeälvens huvudavrinningsområde.